# Cyprianus

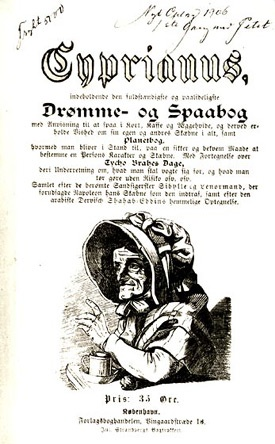
Aquest Cyprianus publicat el 1916 es una auto-proclama "llibre de somnis i de buenaventura", i també promet un almanac astronòmic de Tycho Brahe.

Cyprianus és en nom que rep en les tradicions escandinaves de màgia popular el "llibre negre" ("Svarteboken"): un grimori o manuscrit que recopila encanteris, i per extensió la tradició màgica de la qual aquests encanteris formen part. No existeix cap text únic anomenat "Cyprianus", sinó que es tracta un nom genèric que es donava a les col·leccions d'encanteris.
Els manuscrits anomenats o que feien referència a Cyprianus tenien una mala reputació; en algunes versions, per obtenir el text feia falta renunciar al seu baptisme i expressar la seva devoció a Satan. L'opinió del poble pla sobre aquests llibres era que es tractava grimoris habituals dedicats a la invocació de dimonis i esperits. També es pensava que els prelats els obtenien gràcies als seus estudis universitaris, sense tenir en compte que les esposes dels prelats solien treballar com a remeieres populars en les comunitats rurals. Com en molts altres textos, aquests llibres estaven lligats als seus amos i era difícil desprendre's d'ells: no es cremaven ni podien ser destruïts amb aigua, i intentar tirar-los tenia com a resultat la seva tornada sobrenatural. No obstant això, aquestes compilacions circulaven lliurement entre els bruixots blancs d'Escandinàvia, que en els entorns rurals, amb pocs doctors, eren els remeiers populars als quals acudia la gent ordinària afectada per lesions o malalties.

## Cyprianus

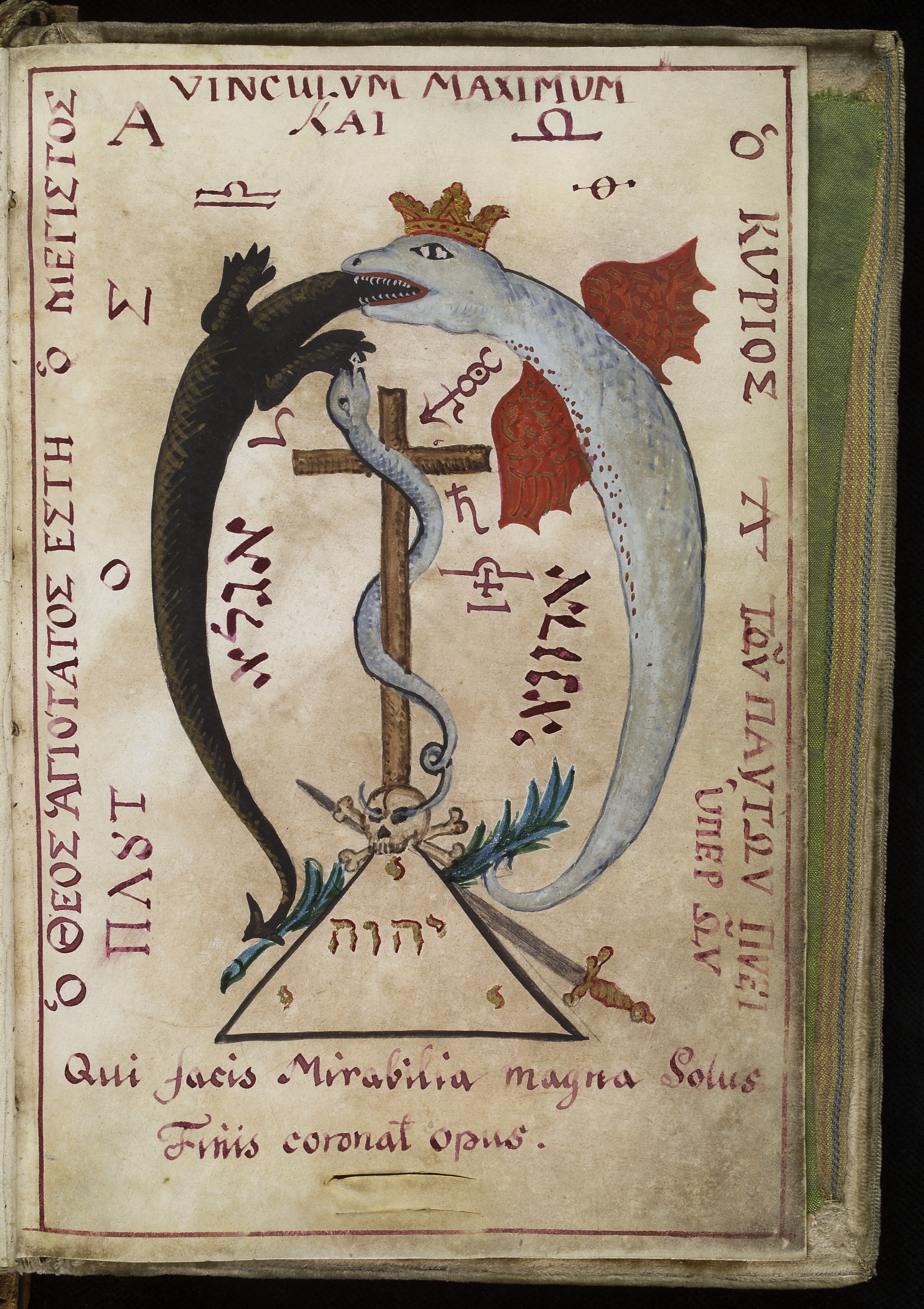
Cyprianus del.

"Cyprianus" és el nom que se solia donar al recopilador o autor dels encanteris continguts en la tradició. S'explicaven diverses histories sobre la suposada identitat de Cyprianus.
Sant Cebrià de Cartago era un bisbe i màrtir del cristianisme primerenc. A l'edat mitjana existien una sèrie de llegendes associades al seu nom, incloent una tradició que afirma que practicava màgia abans de la seva conversió, i que per tant era autor d'un llibre de text màgic. En una altra tradició medieval, Cyprianus era un bruixot que esperava seduir santa Justina, però va ser frustrat i convertit quan ella va fer el gest de la creu i ell va haver de fer el mateix, alliberant-se així del poder del dimoni. El bruixot i el bisbe històric probablement van convergir en llegendes més tardanes. Els Llibres Negres de Elverum afirmen ser un resum d'un Cyprianus escrit per cert "Bisbe Johannes Sell" d'Oxford, Anglaterra, el 1682. El bisbe britànic John Fell pot ser que sigui la persona a la qual es refereix aquest text, ja que Fell va publicar una edició dels treballs de sant Cebrià.
En realitat, les històries que s'expliquen sobre Cyprianus a Escandinàvia no solen fer cap referència a sant Cebrià. Algunes d'ells fan de Cyprianus una figura semblant a Faust; unes altres diuen que Cyprianus era un noruec o un danès malvat que va aprendre la màgia a través dels seus tractes amb el diable; una altra versió diferent afirma que Cyprianus era tan malvat que fins i tot el diable ho va expulsar de l'infern, així que Cyprianus va escriure el text del llibre per obtenir la seva venjança. Una versió alternativa i altament contradictòria de la història explica que Cyprianus era un estudiant que va descobrir que estava atenent a una "escola negra" diabòlica, i que va escriure el text per explicar com desfer tota la bruixeria que havia après allí.
Un conte anacrònic explicat en la col·lecció impresa danesa d'encanteris Oldtidens Sortebog ("Llibre Màgic dels Temps Antics") explica que Cyprianus era una bella monja mexicana del segle xiv. En un conte gòtic s'explica que el Oldtidens Sortebog va provocar que Cyprianus fos llançada a una masmorra el 1351. Mentre estava empresonada en la masmorra, Cyprianus va estripar la seva roba i va transcriure el seu coneixement màgic en els parracs, utilitzant la seva pròpia sang com a tinta. Aquest text va ser trobat llavors en un vell castell.

## Els encanteris

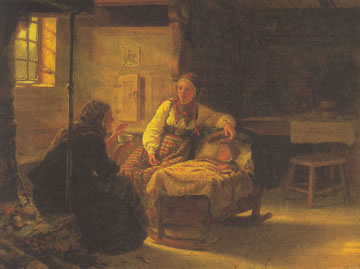
En Signekjerring, una pintura de 1848 per Adolph Tidemand. L'anciana realitza un ritual endevinatori de støyping per esbrinar la causa de la malaltia del nen.

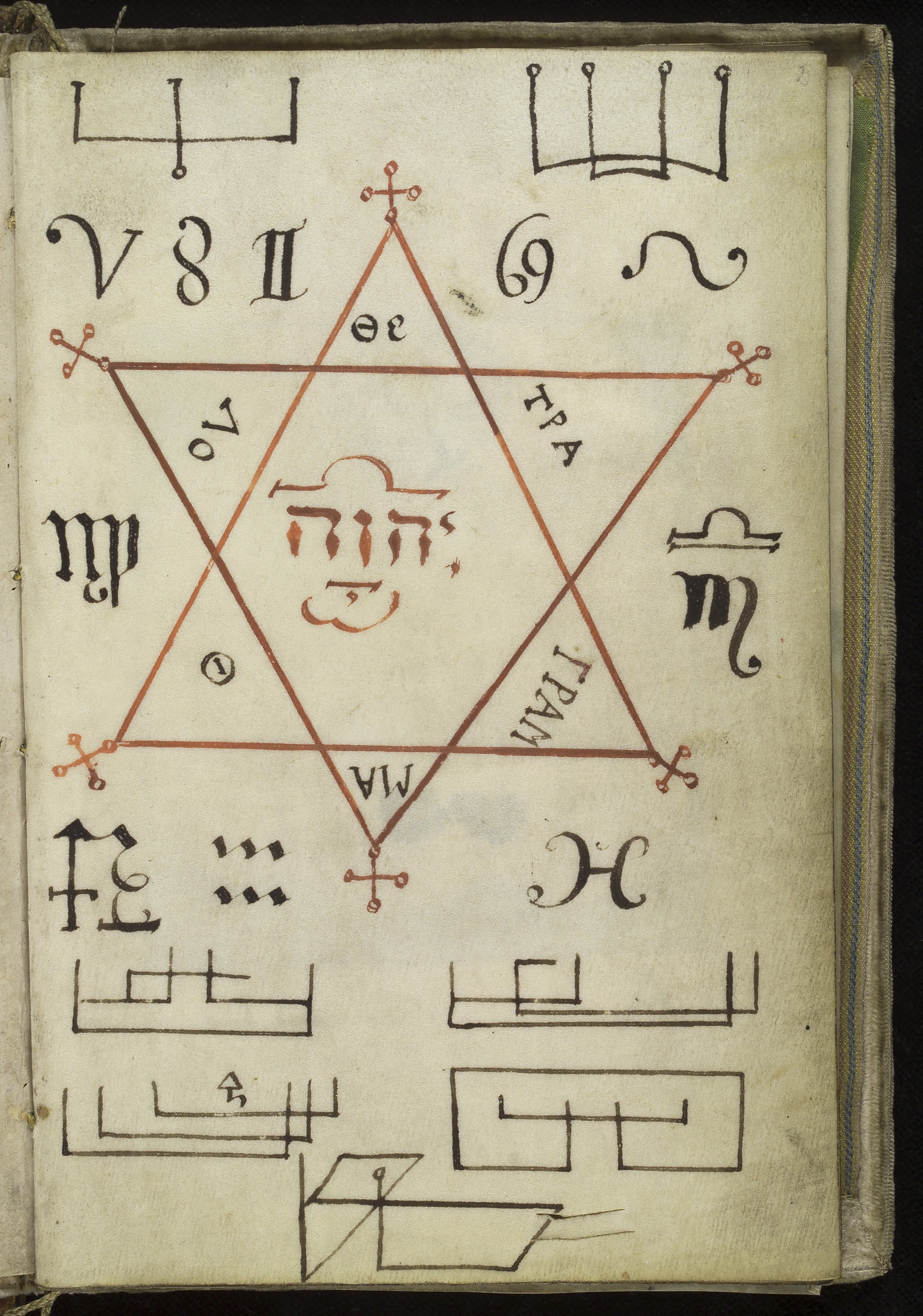
Cyprianus del.

Els encanteris de la tradició del Cyprianus estan basats en la màgia popular germànica més típica: una mescla de remeis populars, oracions, i màgia real. S'assemblen molt a encanteris de la llengua alemanya com les tradicions dels braucherei, "pow-wow" (llegendes populars), i l'Amic perdut fa molt temps (un llibre que recull encanteris i llegendes). Un encanteri típic per guarir-se un esquinç de turmell era:
Jesus rei over ei hei
Fållån snåva og foten vrei
Jesus steig av og la foten an
som den tilforn var
i namnet Gud, Fader, Sønn, og Helligånd
"Jesús cavalcava sobre una plana pedregosa.
El seu cavall va ensopegar,
 la seva pota es va torçar.
Jesús es va baixar del cavall per guarir el dolor
 I va fer que la lesió s'esmenés de nou.
En el nom del Pare, del Fill, i de l'Esperit Sant."
Els mètodes màgics de contagi i transferència són empleats aquí: un personatge sagrat en una història apócrifa és confrontat a un problema similar al que sofreix la veritable víctima, que acaba per beneficiar-se de l'ajuda sobrenatural.
Un aspecte important de la tradició màgica eren els rituals divinatorios, en els quals s'abocava ferro fos a través d'un forat fet en un tros de pa pla perquè aquest caigués en aigua freda, una pràctica anomenada støyping. El ferro rayat de les finestres d'esglésies era sovint utilitzat per a aquest propòsit. Aquest ritual s'utilitzava per descobrir les causes del raquitisme, el qual es pensava sovint que era resultat d'un nen canviat, un huldrabarn o bytting, que era intercanviat per un nen sa, pels malvats huldra. A l'endeví d'aquest ritual se li cridava signekjerring, una "anciana beneïda".